# Washington Wizards
Los Washington Wizards (en idioma español: Magos de Washington) son un equipo profesional de baloncesto de los Estados Unidos con sede en Washington D. C. Compiten en la División Sureste de la Conferencia Este de la National Basketball Association (NBA) y disputan sus partidos como locales en el Capital One Arena. 
Los Wizards fueron conocidos hasta 1997 como Bullets (balas en español), pero cambiaron su nombre para evitar asociaciones con la criminalidad que dañasen la imagen de la ciudad de Washington. Ganaron el campeonato de la NBA en 1978, finalizando además subcampeón en la temporada siguiente. Desde su fundación en 1961, la franquicia ha pasado por tres ciudades: Chicago, Baltimore y Washington.

## Pabellones
- International Amphitheatre (1961-1962)
- Chicago Coliseum (1962-1963)
- Baltimore Civic Center (1963-1973)
- USAir Arena (1973-1997)
- Capital One Arena (anteriormente conocido como MCI Center y Verizon Center) (1997-presente)

## Historia

### 1961-1963: Fundación en Chicago
El equipo actualmente conocido como los Wizards inició su trayectoria en la temporada 1961-62 como Chicago Packers. En la siguiente temporada cambiaron su nombre por el de Zephirs. 

### 1963-1973: Etapa en Baltimore
Y a la siguiente se trasladaron a Baltimore, Maryland, transformándose en los Baltimore Bullets, sin relación alguna con la antigua franquicia de los Bullets de las décadas de los 40 y 50. En su primer año en Baltimore, acabaron en la cuarta posición de la División Oeste.
Antes de comenzar la temporada 1964-65, los Bullets consiguieron un gran éxito traspasando a Terry Dischinger, Rod Thorn y Don Kojis a los Detroit Pistons, a cambio de Bailey Howell, Don Ohl, Bob Ferry y Wali Jones, jugadores que ayudaron a que los Bullets alcanzaran por primera vez los playoffs, ganando a St. Louis Hawks en primera ronda por 3-1, cayendo ante Los Angeles Lakers en la final de la Conferencia Oeste por 4-2.

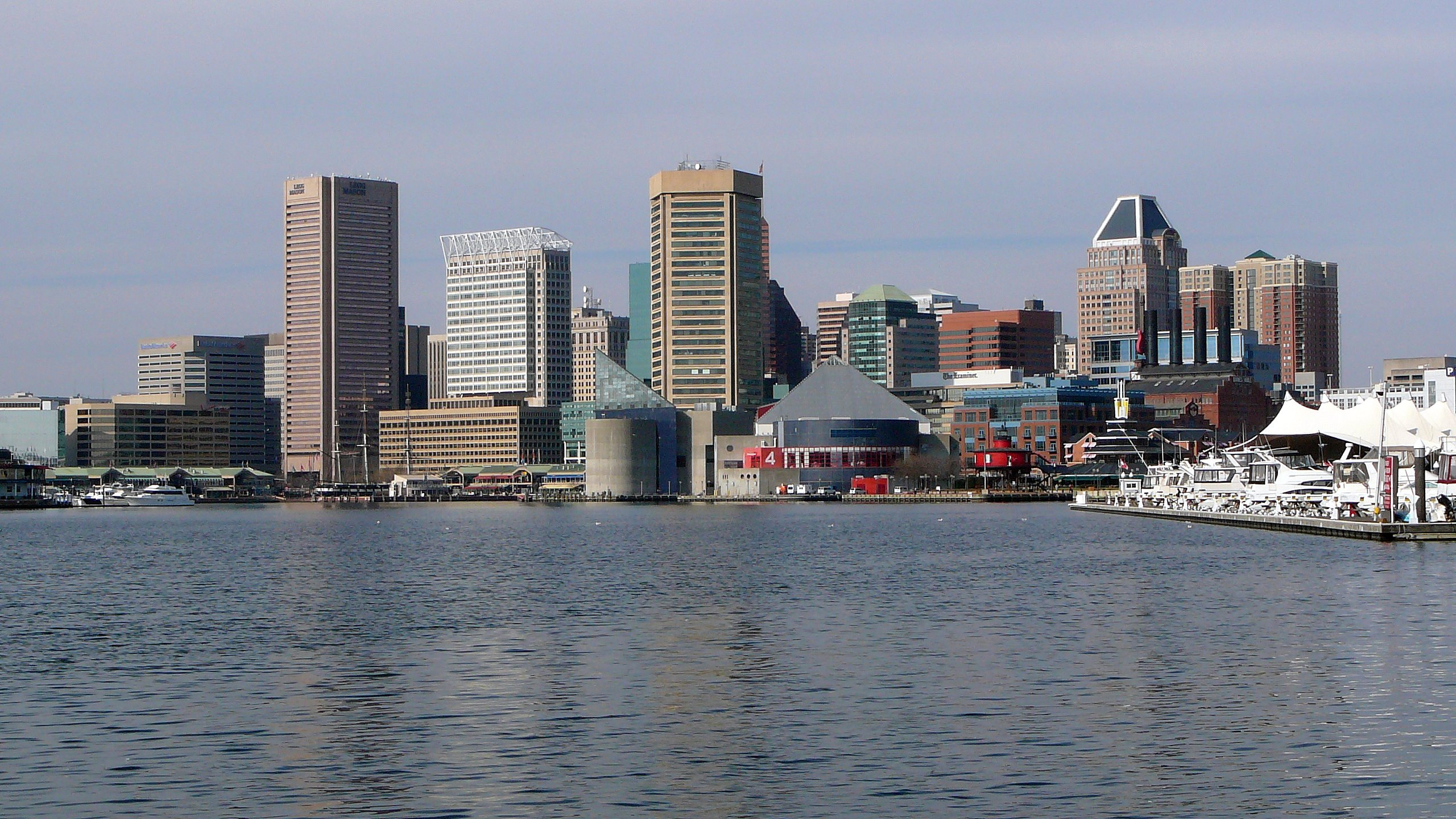
El equipo estuvo localizado en Baltimore desde 1963 hasta 1972.

En 1968 los Bullets consiguen hacerse con dos futuros miembros del Basketball Hall of Fame: Earl Monroe y Wes Unseld. La mejoría del equipo fue más que notable, pasando de 36 victorias en la temporada anterior a 57 en la 68/69, consiguiendo Unseld los premios de Rookie del Año y MVP en el mismo año. Los Bullets afrontaron los playoffs con altas expectativas, pero pronto se vinieron abajo al ser eliminados por New York Knicks en primera ronda. En la siguiente temporada volverían a cruzarse en la misma ronda, y aunque la serie se fue hasta el séptimo partido, los Knicks salieron de nuevo victoriosos.
En la temporada 1970-71, tras una discreta temporada regular que terminó con un balance de 42 partidos ganados por 40 perdidos, volvieron a encontrarse al equipo de Nueva York en playoffs, esta vez en las Finales de Conferencia. Con el capitán de los Knicks, Willis Reed, lesionado, los Bullets tomaron ventaja, pero acabaron llegando al séptimo y definitivo partido en el Madison Square Garden de Nueva York. Tras un partido igualado, una canasta de Gus Johnson en los últimos segundos sirvió para ganar 93-91 y poner al equipo capitalino por vez primera en unas finales de la NBA, donde fueron literalmente barridos por unos potentes Milwaukee Bucks, con Oscar Robertson y Lew Alcindor como estrellas.

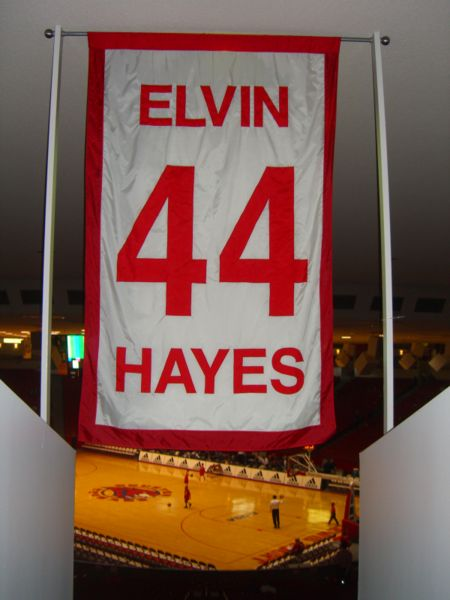
El Hall of Famer Elvin Hayes ganó un anillo con los Bullets en 1978.

Incluso después de traspasar a Monroe, los Bullets siguieron clasificándose para los playoffs a lo largo de la década de los 70. Mejoraron radicalmente con la contratación de Elvin Hayes, procedente de Houston Rockets y la adquisición en el draft de Kevin Porter. Esa temporada conseguirían el título de campeones de la División Central por tercer año consecutivo, cayendo derrotados por unos Knicks con Earl Monroe en sus filas, que a la postre se harían con el campeonato de 1973.

### 1973-1977: Traslado a Washington D. C.
En 1973 se trasladarían a Landover (Maryland), convirtiéndose en Capital Bullets, nombre que cambiaría al año siguiente por el de Washington Bullets.
Un balance de 60 victorias y 22 derrotas permitió a los Bullets regresar a los playoffs en la Temporada 1974-75, con un balance en casa de 36-5. En primera ronda sobrevivieron a un agotador duelo a 7 partidos contra Buffalo Braves, y en la final de la Conferencia Este eliminaron a los vigentes campeones, Boston Celtics, en 6 partidos, accediendo a la gran final. En ella los Bullets partían como favoritos ante Golden State Warriors, pero éstos, liderados por Rick Barry, los arrollaron por 4-0.
En la siguiente temporada ganaron 12 partidos menos que la anterior campaña, siendo eliminados en primera ronda de playoffs por Cleveland Cavaliers. Al término de la temporada, los Bullets destituyeron al entrenador K.C. Jones, a pesar de tener un 62% de victorias en su etapa en la franquicia. Dick Motta se encargó de reemplazarle en la temporada 1976-77, aunque por segundo año consecutivo no ganaron la División Central. Hayes finalizó en la sexta posición en la lista de máximos reboteadores con 12.5 por partido. En los playoffs de 1977, los Bullets cayeron eliminados en la segunda ronda ante Houston Rockets por 4-2 tras haber superado a los Cavaliers la serie anterior.

### El campeonato de 1978
A pesar de tener a los futuros Hall of Fame Elvin Hayes y Wes Unseld en el equipo, los Bullets finalizaron la temporada regular con un balance de 44-38 y no eran uno de los máximos aspirantes al título de la NBA. A pesar de ello, Motta usó la famosa frase "la obra no finaliza hasta que la señora gorda canta" (refrán inglés que hace referencia a que no se debe suponer el resultado de una actividad hasta que ésta finaliza). 
Los Bullets eliminaron en primera ronda fácilmente a Atlanta Hawks por 2-0, para posteriormente vencer en las dos siguientes eliminatorias por idéntico resultado, 4-2, tanto a San Antonio Spurs como Philadelphia 76ers y, ante todos los pronósticos, colarse en las Finales de la NBA. 
En ellas se enfrentaron a Seattle SuperSonics. Los capitalinos llegaron a ir perdiendo por 3-2, pero en el sexto partido los Bullets se dieron un homenaje barriendo 117-82 a los Sonics en casa. Ya en el séptimo y definitivo encuentro, Washington venció y con ello llegó el primer campeonato de la historia de la franquicia. Wes Unseld fue nombrado MVP de las Finales.
En la siguiente temporada los Bullets se mudaron a la División Atlántico, ganando así el título de división en su primera campaña. Entraron a playoffs habiendo perdido 8 de los últimos 11 partidos de la temporada regular, aunque consiguieron un balance positivo de 54-28. Los Bullets llegaron por segundo año consecutivo a las Finales tras eliminar a los Spurs en las Finales de Conferencia en una dura serie a siete encuentros. Esta vez, de nuevo ante los Sonics, el equipo no pudo defender el campeonato al perder 4-1 en las Finales.

### 1979-1988
Pero la época de lesiones finalmente llegó a Washington. En la temporada 1979-80, los Bullets se clasificaron para playoffs en la sexta posición con un balance de 39-43, siendo eliminados a las primeras de cambio por Philadelphia 76ers. Al año siguiente, el equipo no se clasificó para la postemporada por primera vez en 13 años. Unseld se retiró y Hayes fue traspasado a Houston Rockets en la siguiente campaña.
En 1981, los Bullets comenzaron a jugar fuerte y agresivos bajo la dirección de Gene Shue y Don Moran, finalizando la temporada regular con un esperanzador 43-39, aunque, a pesar de llegar hasta las Semifinales de Conferencia, el equipo había perdido la brillantez y el juego que les caracterizó en la década de los 70. Al año siguiente, los Bullets firmaron un positivo 42-40, pero fallaron a la hora de acceder a playoffs debido a la competitividad en la División Atlántico y en la Conferencia Este.
En los dos años siguientes, los Bullets realizaron un baloncesto mediocre, finalizando la temporada regular con récords negativos, pero aun así entrando en playoffs. En ambos años, fueron eliminados en primera ronda. 
En 1985, el equipo adquirió al pívot sudanés Manute Bol cuya especialidad eran los tapones. Ese año, taponó 397 lanzamientos (récord de franquicia) de los 716 del equipo (récord de franquicia también), pero los Bullets fracasaron con un balance de 39-43 y fueron eliminados en primera ronda por los 76ers. En un claro intento de mejora, el equipo traspasó a Jeff Ruland a Philadelphia por el pívot Moses Malone, quien lideraría a los Bullets en anotación con 24,1 puntos por partido en la siguiente temporada, formando una gran pareja anotadora con Jeff Malone (22 puntos por partido). Aquel año, los Bullets lograrían su última campaña con balance positivo (42-40) hasta 1997. En playoffs fueron apeados por Detroit Pistons en tres partidos.
Los Bullets seleccionaron a Muggsy Bogues en la duodécima posición del Draft de 1987, siendo el jugador de menor estatura de la historia de la NBA con 1,60 metros. Bajo la tutela de Kevin Loughery, el equipo firmaría un flojo empiece de temporada, siendo despedido al 27.º encuentro de temporada con un triste 8-19. Para reemplazar a Loughery, los Bullets contrataron a Wes Unseld, un viejo conocido de la afición capitalina. Con el exjugador como entrenador, el equipo mejoró y alcanzó los playoffs con un balance final de 38-44. Tras perder los dos primeros partidos en primera ronda ante los Pistons, los Bullets reaccionaron y lograron forzar el quinto encuentro tras dos victorias en casa. Sin embargo, perderían en el decisivo partido por un margen de 21 puntos. Washington tardaría nueve años en volver a vivir un partido de playoffs.

### 1989-1997
Los Bullets comenzaron con un 5-1 en 1989, pero las esperanzas de firmar una buena temporada desaparecieron al perder 16 de 18 partidos desde mediados de diciembre hasta mediados de enero. Finalizaron con un balance de 31-51 a pesar del nivel estelar mostrado por Jeff Malone y Bernard King, quienes promediaron 24,3 y 22,3 puntos por noche respectivamente.
En la temporada 1990-91, el equipo consiguió 30 victorias, pero la nota agradable la puso King, recuperándose totalmente de la operación de rodilla a la que se sometió cuando era jugador de los Knicks en la campaña 1984-85. Finalizó tercero de la liga en anotación promediando 28,4 puntos por partido. En 1991, Susan O'Malley se convirtió en la primera mujer en presidir una franquicia en la historia de la NBA. Susan es la hermana de Peter O'Malley, actual propietario de Los Angeles Dodgers, e hija del antiguo propietario de los Dodgers Walter O'Malley.
Un año después, las lesiones siguieron castigando al equipo, tocándoles el turno esta vez a jugadores clave como Rex Chapman, Calbert Cheaney y Pervis Ellison. El resultado fue un pésimo 24-58, pero la ayuda estaba en camino.
En 1993 llegó al equipo el pívot rumano Gheorghe Mureşan de 2,32 metros, que haría historia convirtiéndose en el jugador más alto de la historia de la competición. Además en la temporada 1995-96, consiguió ser el jugador más mejorado de la liga, aunque poco después se tendría que retirar debido a sus lesiones.
Los Bullets seleccionaron a Juwan Howard en el Draft de 1994 y traspasaron a Tom Gugliotta junto con tres primeras rondas a Golden State Warriors por Chris Webber. Con la temporada ya comenzada, Webber se lesionó en el hombro, irónicamente ante los Warriors, y tuvo que estar 19 partidos en el dique seco. Los Bullets finalmente terminaron con un negativo 21-61, mientras que Webber promedió 20,1 puntos y 9,6 rebotes por encuentro, pero declinó el operarse de su dislocado hombro. Esta decisión la pagó cara el jugador, ya que antes de comenzar la temporada 1995-96, Webber volvió a lesionarse en el hombro en un partido de pretemporada ante Indiana Pacers y comenzó la temporada en la lista de lesionados. Fue activado el 27 de noviembre, pero volvió a recaer un mes después. Finalmente, Webber aceptó operarse el 1 de febrero de 1996, por lo que se perdía el resto de temporada. Los Bullets lograron un 9-6 con Webber, promediando el jugador 23,7 puntos, 7,6 rebotes, 5 asistencias y 1,8 robos en 37,2 minutos por partido. Otros jugadores como Mark Price (solo jugó 7 partidos) y Robert Pack (31 partidos jugados) fueron víctimas de las lesiones. El optimismo llegó con el rookie Rasheed Wallace, y con el juego estelar de Howard, promediando 22,1 puntos y 8,1 rebotes, y disputando el All-Star Game. Los Bullets firmaron un balance de 39-43, quedando fuera de playoffs.
Washington presumía de tener al jugador más alto de la liga, el pívot Mureşan, a dos aleros atléticos como Howard y Webber, y a uno de los mejores bases de la liga, Rod Strickland. Los Bullets comenzaron con un 22-24, por lo que el entrenador Jim Lynam fue despedido, siendo reemplazado por Bernie Bickerstaff, quien trabajó como asistente cuando el equipo ganó el campeonato de 1978. Con Bickerstaff, los Bullets respondieron, ganando 16 de los últimos 21 partidos y finalizando con un récord de 44-38, el mejor desde la temporada 1978-79. Tras una larga sequía, el equipo regresaba a los playoffs, donde fue eliminado en primera ronda por Chicago Bulls en tres partidos, perdiéndolos por un total de tan solo 18 puntos de diferencia.
Webber lideró al equipo en anotación (20,1), rebotes (10,3) y tapones (1,9), haciendo su primera aparición en el All-Star Game. Howard promedió 19,1 puntos y 8 rebotes por partido, mientras que Strickland aportó 17,2 puntos y 1,74 robos de balón, finalizando además en quinta posición en asistencias de la liga con 8,9 por partido. Muresan lideró la NBA en porcentaje de tiros de campo con un 59,9%. Los Bullets también recibieron las valiosas contribuciones de Calbert Cheaney (10,6 puntos por partido) y Tracy Murray (10 puntos).

### Los Bullets se convierten en los Wizards
En 1995, el propietario Abe Pollin anunció que la franquicia sería renombrada debido a que Bullets (balas) era un nombre violento (en respuesta a las declaraciones del cómico David Letterman, que sugirió que el equipo se llamara simplemente The Bullets). Se abrió una competición para elegir el nuevo nombre, barajando las opciones de Dragons (dragones), Express (expresos), Stallions (sementales), Sea Dogs (perros de mar) o Wizards (magos). El 15 de mayo de 1997, los Bullets oficialmente se convirtieron en los Wizards. El cambio generó algo de controversia debido a que "wizard" es el título con el que se le conocía al jefe del Ku Klux Klan en la época de la Reconstrucción. Un nuevo logotipo fue diseñado y los colores fueron cambiados del tradicional rojo, blanco y azul a azul, negro y bronce, los mismos colores que Washington Capitals, equipo de hockey también en posesión de Pollin. Ese mismo año el equipo se mudó al MCI Center, ahora conocido como Capital One Arena, pabellón que también alberga los partidos de los Capitals de la NHL, de Washington Mystics de la WNBA y del equipo masculino de baloncesto universitario Georgetown Hoyas. 
En 1998, los Wizards se convirtieron en el equipo hermano de las Mystics.

### Caída a finales de los 90

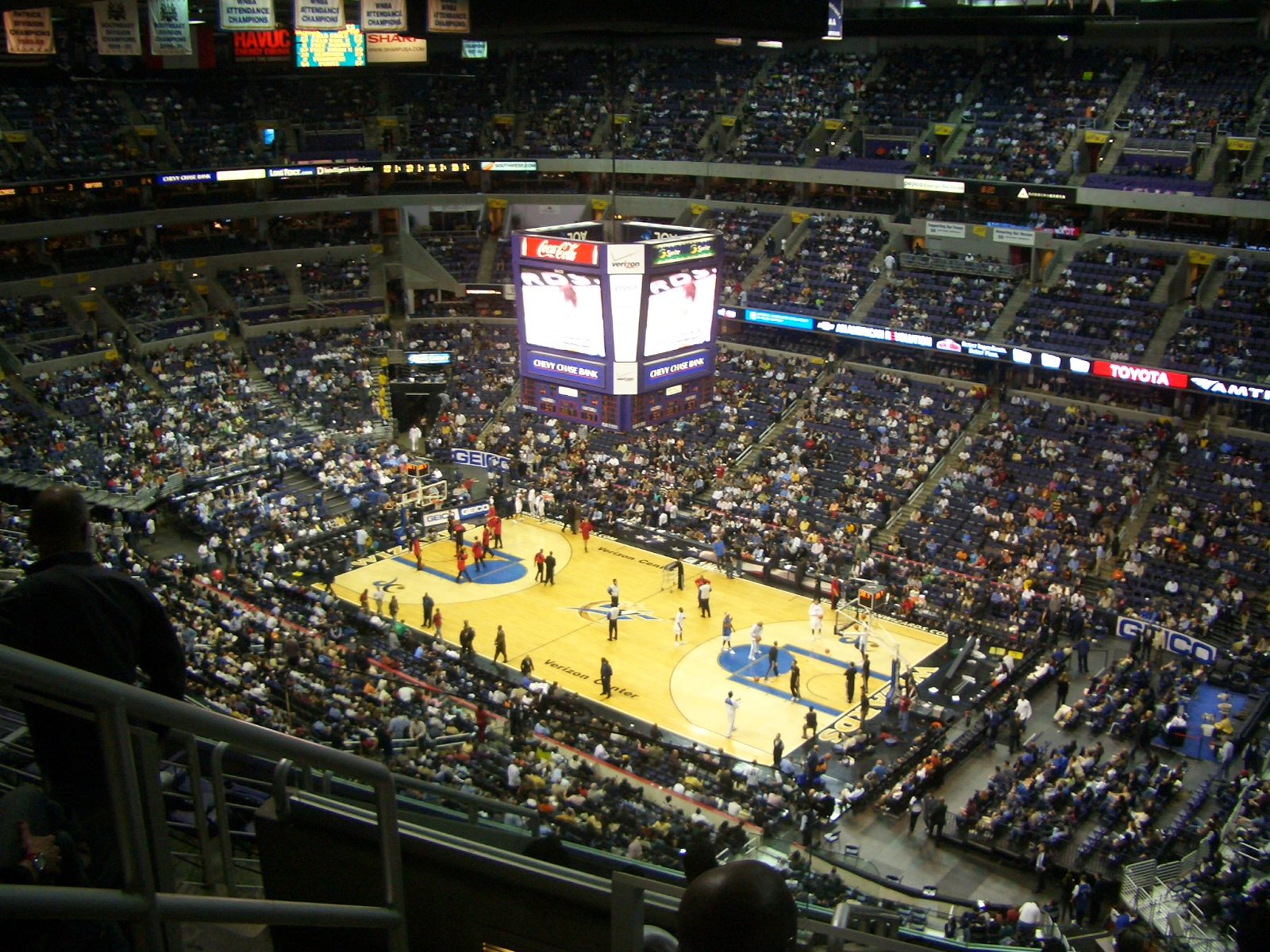
Capital One Arena, anteriormente conocido como MCI Center, es el pabellón del equipo desde 1997.

Los recién renombrados Wizards comenzaron la temporada 1997-98 jugando los primeros 5 partidos de casa en el US Air Arena antes de mudarse definitivamente al nuevo MCI Center el 2 de diciembre de 1997. Los Wizards finalizaron la temporada con un 42-40, incluyendo 4 victorias consecutivas al final de la misma pero quedando fuera de los puestos de playoffs. Lo mejor de los Wizards fue Webber, liderando al equipo con 21,9 puntos y 9,5 rebotes. Strickland lideró la liga en asistencias con 10,5 por partido, pero sufrió una lesión cerca del final de temporada regular. Murray promedió 15,1 puntos saliendo desde el banquillo, incluyendo una anotación de 50 puntos ante los Warriors. En mayo de 1998, Webber fue traspasado a Sacramento Kings por Mitch Richmond y Otis Thorpe. 
En la acortada temporada del cierre patronal, la de 1999, los Wizards firmaron un balance de 18-32. Richmond lideró al equipo en anotación con 19,7 puntos por encuentro. En la siguiente campaña, el récord fue de 29-53, comenzando el equipo a entrar en un pozo del que les costaría salir. Richmond promedió 17,4 puntos por noche, mientras que el rookie Richard Hamilton lideró al equipo en anotación con 18,1 puntos por partido. Los Wizards firmaron un paupérrimo 19-63, el peor de la franquicia.
El 23 de febrero de 2001, los Wizards estuvieron envueltos en un largo traspaso. El equipo enviaba a Howard, Obinna Ekezie y Calvin Booth a Dallas Mavericks por Hubert Davis, Courtney Alexander, Christian Laettner, Loy Vaught y Etan Thomas, además de 3 millones de dólares.

### 2001-2003: Los años de Michael Jordan
Tras su retiro como jugador profesional en 1999, Michael Jordan se convirtió en el presidente de Operaciones de Baloncesto de los Wizards, además de propietario de minoría, en enero de 2000. Sin embargo, en septiembre de 2001 sorprendió a propios y extraños anunciando su regreso a las canchas con 38 años y con la camiseta de los Wizards. Jordan declaró que volvía "por amor al juego". Debido a las reglas de la NBA, tuvo que deshacerse de cualquier propiedad del equipo. Antes del All-Star, Jordan era uno de los dos únicos jugadores de la liga en promediar más de 25 puntos, 5 asistencias y 5 rebotes, liderando a los Wizards a un balance de 26-21. Desafortunadamente, tras el All-Star, Jordan se lesionó la rodilla y finalizó la temporada en la lista de lesionados. Los Wizards terminaron con un registro de 37-45. Aun así, Jordan ayudó al equipo a ganar 18 partidos más que la temporada anterior.
Jordan anunció que jugaría una temporada más, y esta vez el equipo fue ampliamente reforzado con Jerry Stackhouse y Larry Hughes. Incluso Jordan aceptó un rol de sexto hombre para que su maltrecha rodilla pudiera aguantar el ritmo de competición. Sin embargo, una serie de numerosas lesiones en el equipo y un mal juego hizo que Jordan regresara al quinteto titular. A pesar de su esfuerzo, los Wizards consiguieron el mismo balance que la temporada anterior, por lo que quedaron fuera de playoffs una vez más. Jordan finalizó la campaña como el único del equipo en jugar los 82 partidos, promediando 20 puntos, 6,1 rebotes, 3,8 asistencias, 1,5 robos y 37 minutos de juego.
Tras la temporada 2002-03, el propietario Abe Pollin despidió a Jordan como presidente del equipo. Jordan se sintió traicionado, pensando que tras sus días como jugador recuperaría su parte de propiedad del equipo, pero Pollin justificó su despido declarando que Jordan tenía efectos perjudiciales para el equipo, como la suplencia de Hughes por Tyronn Lue, sus pobres traspasos, y el haber malgastado una elección en primera posición de draft con Kwame Brown, quien nunca cumplió con lo previsto.

### 2003-2010: La era de Gilbert Arenas

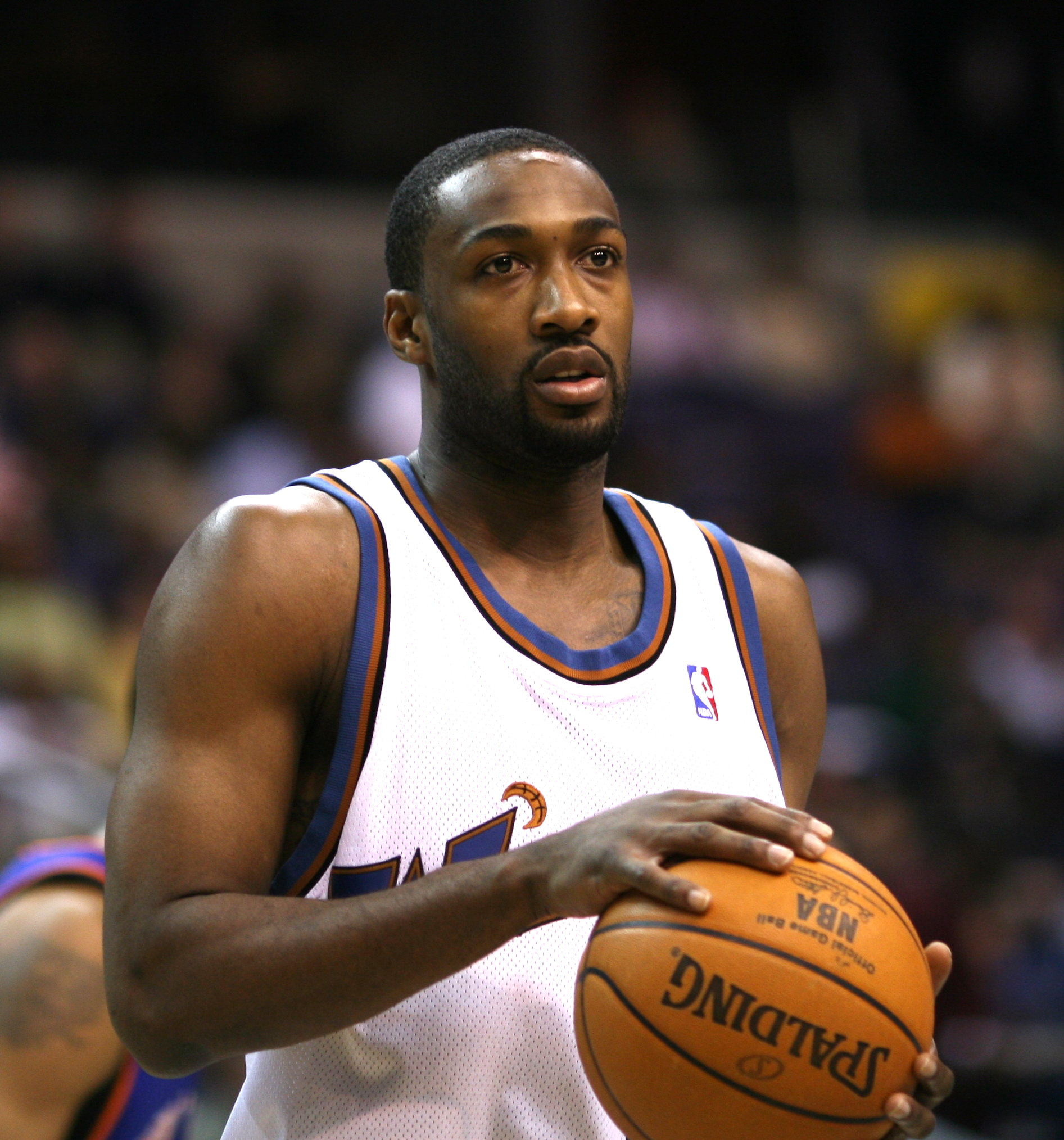
Gilbert Arenas llegó al equipo en 2003.

Sin Michael Jordan, el equipo no tenía ninguna credibilidad, por lo que la temporada 2003-04 fue mala. A pesar de la llegada de Gilbert Arenas, los Wizards consiguieron un pobre 25-57.
Washington fichó a Eddie Jordan como entrenador y a Ernie Grunfeld en el puesto de general mánager. Kwame Brown sería traspasado en 2005 a Los Angeles Lakers por Caron Butler.
En la temporada 2004-05, ya en la nueva División Sureste, los Wizards comenzaron a levantar cabeza tras varios años en el pozo de la liga. Lograron el mejor balance en los últimos 26 años, con 45-37, y accedieron a playoffs por primera vez con el nombre de Wizards. Antes del comienzo de la temporada regular, la franquicia traspasó a Jerry Stackhouse, Christian Laettner y los derechos de Devin Harris a Dallas Mavericks por Antawn Jamison. Durante la campaña, el trío anotador formado por Arenas, Jamison y Hughes fue el mejor de la liga y recibió el apodo de "Gran Trío". Hughes lideró la NBA en robos de balón con 2.89 por partido, y Arenas y Jamison fueron seleccionados para disputar el All-Star Game, siendo los primeros jugadores de los Wizards en lograrlo desde que Jeff Malone y Moses Malone lo hicieran en 1987.

Con una victoria por 93-82 ante Chicago Bulls el 13 de abril de 2005, los Wizards oficialmente se clasificaron para playoffs por primera vez desde 1997. Las 16.000 entradas para playoffs se agotaron en dos horas y media el día que se pusieron en venta. En el tercer partido de la primera ronda ante los Bulls, los Wizards ganaron su primer encuentro de postemporada desde 1988, dando comienzo a una remontada que les haría pasar de ronda. Tras perder los dos primeros partidos, los Wizards dieron la vuelta a la eliminatoria venciendo en los siguientes cuatro encuentros, incluido el quinto con un tiro de Arenas en la bocina para dar la victoria a los capitalinos. Washington fue uno de los 12 equipos en la historia de la liga que han logrado ganar una serie de playoffs tras ir perdiendo 0-2. En segunda ronda, los Wizards cayeron por 4-0 ante Miami Heat, el equipo con mejor récord en la Conferencia Este.

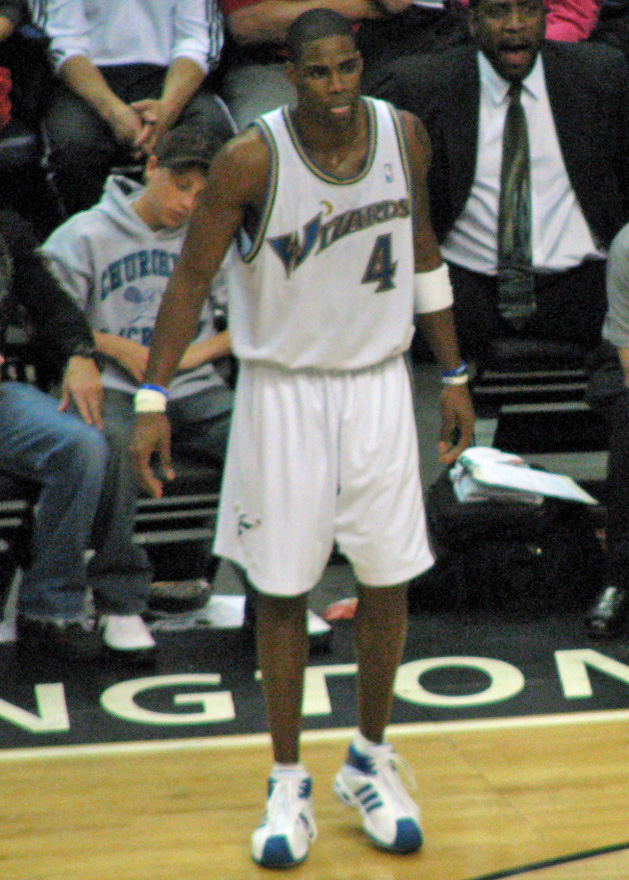
Antawn Jamison en un partido de los Wizards.

La temporada 2005-06 estuvo llena de altibajos. Durante la pretemporada, los Wizards adquirieron a Caron Butler, procedente de los Lakers, y a Antonio Daniels. Posteriormente, el trío de los Wizards volvió a ser el más anotador de la liga, esta vez con Butler en lugar de Hughes. El equipo comenzó con un balance de 5-1, continuando con un pobre 8-17 para establecerse en 13-18 en los primeros 31 partidos de liga. Pero en los siguientes 18 encuentros, los Wizards ganaron 15 y llegaron al 5 de abril con un récord de 39-35. Cuando se pensaba en superar la marca de la temporada anterior, Butler sufrió una lesión que le apartó de las canchas durante cinco partidos, todos ellos resumidos en derrota. Tras el regreso de Butler, los Wizards terminaron con un 42-40 y quintos en el Este. El equipo promedió durante la temporada regular 101,7 puntos por partido, terceros en la liga, y se clasificaron para playoffs por segundo año consecutivo, algo que no lograban desde 1987.
En primera ronda les tocó Cleveland Cavaliers, siendo una de las series más igualadas de playoffs. Los equipos llegaron al tercer partido con la eliminatoria igualada. En dicho partido en el Verizon Center, LeBron James anotó una canasta a falta de 5,7 segundos para el final, dando la victoria a los Cavaliers por un ajustadísimo 97-96. El cuarto encuentro fue similar, con Arenas anotando 20 puntos en el último cuarto y los Wizards ganando 106-96. En el quinto y sexto partido, Cleveland tomó el control, decidiéndose ambos encuentros por un punto en la prórroga.
A pesar de que los Wizards mandaban en el marcador por 107-100 a falta de un minuto y 18 segundos en la quinta cita, el equipo se vino abajo y Butler mandó el partido a la prórroga con una canasta falta de 7,5 segundos, donde James dio la victoria a los Cavs anotando en el último segundo. En el sexto partido, tras varias remontadas de ambos conjuntos, el partido se volvió a decidir en la prórroga, esta vez gracias a Arenas. En ella, el base falló dos tiros libres mientras que James se mofaba de él en la línea. Cleveland cogió el rebote y Damon Jones anotó una canasta a falta de 4,8 segundos para el final. Tras posterior fallo de Butler, la serie fue para los Cavaliers y los Wizards quedaron eliminados. La temporada 2006-07 fue muy prometedora para la franquicia, fichando en pretemporada a los agentes libres DeShawn Stevenson y Darius Songaila. El equipo comenzó la temporada con un triste 0-8, remontando con un 4-9 en noviembre y un 22-9 en diciembre y enero. El 17 de diciembre, Arenas anotó 60 puntos, récord de la franquicia, ante los Lakers. Tanto el jugador como Eddie Jordan fueron nombrados jugador y entrenador del mes de diciembre, respectivamente. Tanto el 3 de diciembre como el 15, Arenas acertó un triple en la bocina para dar la victoria a los Wizards ante Milwaukee Bucks y Utah Jazz.

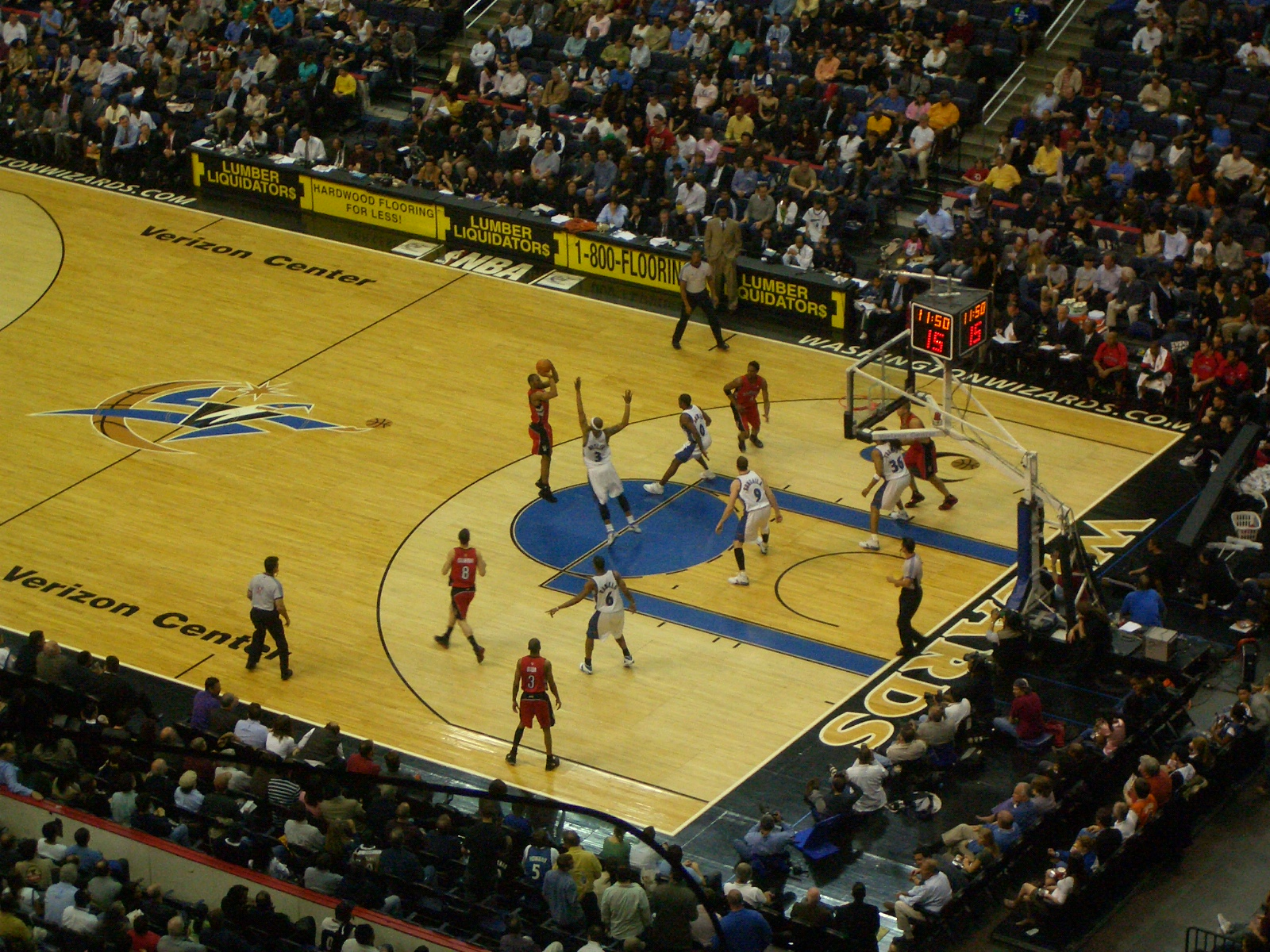
Partido ante Toronto Raptors el 30 de marzo de 2007.

El 30 de enero, Jamison se lesionó la rodilla izquierda en la victoria ante Detroit Pistons. Sin él, Washington firmó un 4-8 en 12 partidos. Semanas después, Jordan se convirtió en el primer entrenador de la franquicia en dirigir el partido del All-Star desde Dick Motta en 1979. Arenas jugó su tercer All-Star Game consecutivo y Butler hizo su debut.
El 14 de marzo, Butler sufrió una lesión de rodilla y estuvo fuera de las canchas durante 6 partidos. Tras regresar y jugar tres encuentros, se fracturó la mano derecha el 1 de abril ante los Bucks. Tres días después, el turno le tocó a Arenas, diciendo adiós a la temporada. A pesar de las lesiones, los Wizards alcanzaron los playoffs con un balance de 41-41 y séptimos en el Este. En primera ronda, con Jamison prácticamente solo en el mermado equipo, fueron eliminados por Cleveland Cavaliers en cuatro partidos.
El equipo disfrutó de la mejor temporada en asistencia al pabellón tras la marcha de Michael Jordan, con una media de 18.372 espectadores por partido (un total de 753.283).
En la pretemporada de la 2008-09, los Wizards renovaron a Gilbert Arenas y Antawn Jamison, además de adquirir en el draft a JaVale McGee. En septiembre, Arenas se sometió a una operación en la rodilla izquierda, perdiéndose cinco meses de competición, retornando en marzo de 2009. El pívot Brendan Haywood se perdió seis meses por lesión. Los Wizards tuvieron un comienzo penoso, perdiendo 15 de los 19 partidos, de modo que en noviembre, el entrenador Eddie Jordan fue despedido. Fue reemplazado por el interino Ed Tapscott. Los Wizards adquirieron en diciembre a Javaris Crittenton y Mike James, pero los Wizards no levantaron cabeza, terminando la temporada con un 19-63, el peor récord en la historia de la franquicia.
En abril de 2009, Flip Saunders se convirtió en nuevo entrenador del equipo. Los Wizards adquirieron a Randy Foye y Mike Miller de Minnesota Timberwolves por Darius Songaila, Etan Thomas, Oleksiy Pecherov y una primera ronda de draft. En diciembre de 2009, Arenas fue arrestado por tenencia de armas en su taquilla, violando la prohibición de la NBA de posesión de armas dentro del estadio. En enero, se descubrió que Arenas y su compañero Crittenton habían jugado con las armas antes de un partido contra Philadelphia 76ers. En febrero de 2010, tras un global de 17-33, los Wizards traspasaron a Caron Butler, Haywood y DeShawn Stevenson a Dallas Mavericks por Josh Howard, Drew Gooden, Quinton Ross y James Singleton. A su vez, intercambiaron a Jamison a los Cleveland Cavaliers por Žydrūnas Ilgauskas, pero este no firmó su contrato, de modo que se convirtió en agente libre y regresó a los Cavaliers. Con Arenas suspendido, y con Butler, Jamison y Stevenson traspasados, los Wizards terminaron con un global de 26-56.

### 2010-2019: La era de John Wall

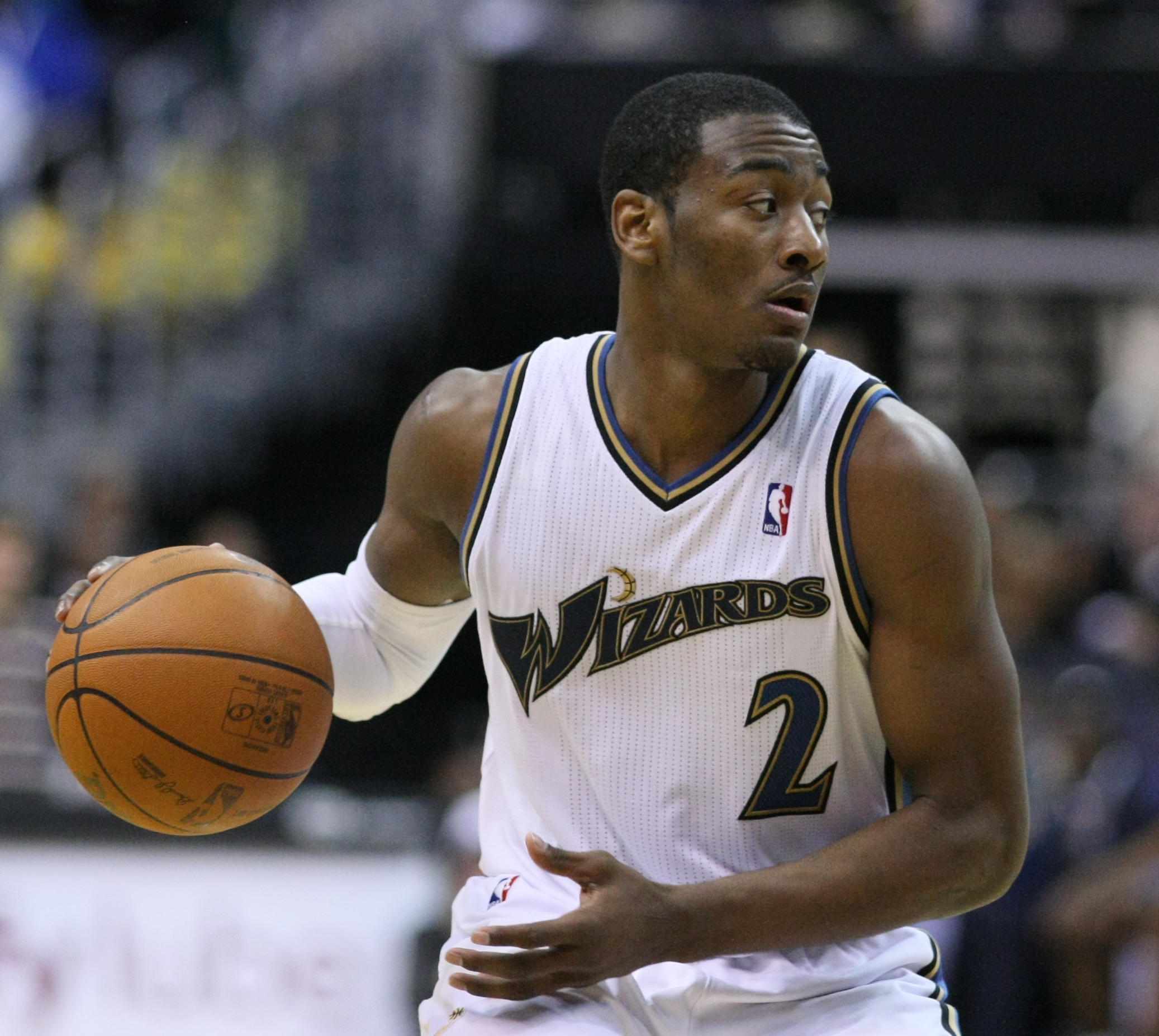
John Wall, escogido como número uno del draft de 2010.

Antes de la temporada, el propietario de los Wizards, Ted Leonsis, afirmó su deseo de volver a utilizar los colores de la etapa de los Bullets, e incluso devolver dicho nombre al equipo. El presidente Ernie Grunfeld, confirmó el cambio de equipación para la temporada 2011-12.
En el draft de 2010, los Wizards escogieron como número uno al base John Wall, además de adquirir a Kirk Hinrich y los derechos de Kevin Seraphin, procedente de Chicago Bulls.
En diciembre de ese año, los Wizards traspasaron al que fuera jugador franquicia durante años, Gilbert Arenas, a Orlando Magic por Rashard Lewis. Hinrich partió a Atlanta Hawks por Jordan Crawford, Mike Bibby, Maurice Evans y primera ronda de draft.
La temporada fue de nuevo mediocre para los Wizards, con importantes jugadores como Josh Howard o Lewis lesionados gran parte de la temporada, los capitalinos terminaron con un 23-59.
En mayo de 2011, se presentaron los nuevos colores y diseño de vestimenta, basados en los colores de los años de gloria de los Bullets, a finales de los 70 y principios de los 80. Pese a todo, no se hizo ninguna alusión a devolver el nombre de los Bullets al equipo, tal como quería Ted Leonsis.
El cambio de colores no cambió el rendimiento del equipo, de modo que en noviembre, Flip Saunders fue despedido y reemplazado por el interino Randy Wittman. En marzo de 2012, los Wizards traspasaron a JaVale McGee y Ronny Turiaf a Denver Nuggets por el pívot brasileño Nenê. Los Wizards finalizaron con un pésimo 20-46, el segundo peor récord de la franquicia, aunque superado por el 7-59 de Charlotte Bobcats.
Para la 2012-13, los Wizards adquirieron en el draft a Bradley Beal en tercera posición. Se desprendieron del inoperante Rashard Lewis, el cual fue enviado a New Orleans Hornets por Emeka Okafor, Trevor Ariza y segunda ronda de draft. El 21 de febrero de 2013 traspasaron a uno de sus mejores jugadores Jordan Crawford a Boston Celtics a cambio del escolta Leandro Barbosa y el pívot Jason Collins. Empezaron la temporada sin John Wall lo que hicieron que tuvieran un récord paupérrimo pero con él recuperado ganaron la mitad de partidos, pese a tener el equipo muchos problemas con las lesiones.
En el Draft de 2013, los Wizards eligen a Otto Porter en la 'pick' número 3. En octubre de ese año, el pívot Emeka Okafor, fue traspasado a Phoenix Suns a cambio de Marcin Gortat, Shannon Brown, Malcolm Lee y Kendall Marshall. Esa temporada, al fin con récord positivo, alcanzan los Playoffs, por primera vez desde 2008. En primera ronda vencen a Chicago (4-1), pero pierden las semifinales de conferencia contra Indiana (4-2).
Para la 2014-15, Ariza se marcha a Houston, pero fichan al veterano Paul Pierce por dos temporadas. El dúo de 'guards' formado por Beal y Wall lleva de nuevo al equipo a Playoffs, en el que barren en primera ronda a Toronto, consiguiendo el primer 4-0 de la historia de la franquicia. En la siguiente ronda, son apeados por Atlanta (4-2), pese a ganar el primer partido, pero una fractura de muñeca de Wall, pone la serie de cara para los Hawks.
En la temporada siguiente, un mal inicio de temporada lastra a Washington, que termina décimo de la conferencia con un balance de 41-41, por lo fue despedido el entrenador Randy Wittman.
Para la temporada 2016-17, contratan al entrenador Scott Brooks por 5 temporadas. Con un balance de 49-33, los Wizards ganan el título de su División por primera vez desde la 1978-79, quedando cuatro del Este.
Ya en playoffs, vencen a los Hawks en primera ronda (4-2), pero caen en semifinales frente a los Celtics, en el séptimo partido (4-3).
En la 2017-18, los Wizards consiguen acceder a la última plaza del Este, para jugar la primera ronda de playoffs frente a los Raptors de DeRozan, donde caen en seis partidos (4-2).
En la temporada 18-19, los Wizards consiguen un récord de 32-50 lo cual no les permite alcanzar la postemporada. De nuevo, una lesión de larga duración de su jugador estrella, John Wall, merma las opciones del equipo de la capital.

### 2019-2023: Bradley Beal toma el mando
Durante la temporada 2020-21, el equipo traspasó a John Wall a Houston Rockets a cambio de Russell Westbrook, y terminó con un balance de 34-38, en octava posición de su conferencia. Dicha posición le permitió disputar la eliminatoria 'Play-In', donde perdió ante Boston, pero eliminó a Indiana, clasificándose para playoffs por primera vez desde 2018.  En primera ronda cayeron ante los Philadelphia 76ers de Joel Embiid en cinco partidos.
De cara a la temporada 2021-22 se actualiza con la salida de Russell Westbrook y las llegadas de Spencer Dinwiddie, Kyle Kuzma y Montrezl Harrell. Termina la temporada regular con un balance de 35-47, en el puesto doce de su conferencia, no clasificándose para playoffs por tercera vez en cuatro años.
Para la 2022-23 se confirmó la salidas de Kentavious Caldwell-Pope, y las llegadas de Monte Morris y Will Barton. El equipo finalizó decimosegundo de su conferencia perdiéndose los playoffs por segundo año consecutivo.

### 2023-presente: Reconstrucción
Antes del draft de 2023 traspasan a Bradley Beal a los Suns, a cambio del doce veces All-Star Chris Paul y Landry Shamet, envió a Kristaps Porziņģis a los Celtics en un intercambio a tres bandas en el que se vieron involucrados también Tyus Jones, Danilo Gallinari y Mike Muscala. Posteriormente, Chris Paul fue enviado a los Warriors a cambio de Patrick Baldwin Jr., Jordan Poole, selecciones de draft y dinero.
El 26 de enero de 2024, el entrenador Wes Unseld Jr. fue despedido y reemplazado por el entrenador asistente Brian Keefe para el resto de la temporada. Durante febrero, los Wizards se convirtieron en el equipo número 15 en la historia de la NBA en quedarse sin ganar durante un mes. Poole, que venía de una temporada con cifras de All-Star, tuvo una caída significativa de 20 puntos por partido a 15, lo que lo llevó al banquillo. Los Wizards acabaron la temporada con 15 victorias y 67 derrotas, el segundo peor balance de la liga, solo superado por Detroit Pistons.

## Trayectoria
Nota: G: Partidos ganados P:Partidos perdidos %:porcentaje de victorias
| Temporada          | G    | P    | %    | Play-offs                                                                             | Resultados                                                                                               |
| ------------------ | ---- | ---- | ---- | ------------------------------------------------------------------------------------- | --- |
| Chicago Packers    |      |      |      |                                                                                       | |
| 1961–62            | 18   | 62   | .225 |                                                                                       | |
| Chicago Zephyrs    |      |      |      |                                                                                       | |
| 1962–63            | 25   | 55   | .313 |                                                                                       | |
| Baltimore Bullets  |      |      |      |                                                                                       | |
| 1963–64            | 31   | 49   | .388 |                                                                                       | |
| 1964–65            | 37   | 43   | .463 | Gana Semifinales División Pierde Finales División                                     | Baltimore 3, St. Louis 1 Los Angeles 4, Baltimore 2                                                      |
| 1965–66            | 38   | 42   | .475 | Pierde Semifinales División                                                           | St. Louis 3, Baltimore 0                                                                                 |
| 1966–67            | 20   | 61   | .247 |                                                                                       | |
| 1967–68            | 36   | 46   | .439 |                                                                                       | |
| 1968–69            | 57   | 25   | .695 | Pierde Semifinales División                                                           | New York 4, Baltimore 0                                                                                  |
| 1969–70            | 50   | 32   | .610 | Pierde Semifinales División                                                           | New York 4, Baltimore 3                                                                                  |
| 1970–71            | 42   | 40   | .512 | Gana Semifinales Conferencia Gana Finales Conferencia Pierde Finales NBA              | Baltimore 4, Philadelphia 3 Baltimore 4, New York 3 Milwaukee 4, Baltimore 0                             |
| 1971–72            | 38   | 44   | .463 | Pierde Semifinales División                                                           | New York 4, Baltimore 2                                                                                  |
| 1972–73            | 52   | 30   | .634 | Pierde Semifinales División                                                           | New York 4, Baltimore 1                                                                                  |
| Capital Bullets    |      |      |      |                                                                                       | |
| 1973–74            | 47   | 35   | .573 | Pierde Semifinales División                                                           | New York 4, Capital 3                                                                                    |
| Washington Bullets |      |      |      |                                                                                       | |
| 1974–75            | 60   | 22   | .732 | Gana Semifinales Conferencia Gana Finales Conferencia Pierde Finales NBA              | Washington 4, Buffalo 3 Washington 4, Boston 2 Golden State 4, Wash. 0                                   |
| 1975–76            | 48   | 34   | .585 | Gana Semifinales Conferencia                                                          | Cleveland 4, Washington 3                                                                                |
| 1976–77            | 48   | 34   | .585 | Gana 1.ª Ronda Pierde Semifinales Conferencia                                         | Washington 2, Cleveland 1 Houston 4, Washington 2                                                        |
| 1977–78            | 44   | 38   | .537 | Gana 1.ª Ronda Gana Semifinales Conferencia Gana Finales Conferencia Gana Finales NBA | Washington 2, Atlanta 0 Washington 4, San Antonio 2 Washington 4, Philadelphia 2 Washington 4, Seattle 3 |
| 1978–79            | 54   | 28   | .659 | Gana Semifinales Conferencia Gana Finales Conferencia Pierde Finales NBA              | Washington 4, Atlanta 3 Washington 4, San Antonio 3 Seattle 4, Washington 1                              |
| 1979–80            | 39   | 43   | .476 | Pierde 1.ª Ronda                                                                      | Philadelphia 2, Washington 0                                                                             |
| 1980–81            | 39   | 43   | .476 |                                                                                       | |
| 1981–82            | 43   | 39   | .524 | Gana 1.ª Ronda Pierde Semifinales Conferencia                                         | Washington 2, New Jersey 0 Boston 4, Washington 1                                                        |
| 1982–83            | 42   | 40   | .512 |                                                                                       | |
| 1983–84            | 35   | 47   | .427 | Pierde 1.ª Ronda                                                                      | Boston 3, Washington 1                                                                                   |
| 1984–85            | 40   | 42   | .488 | Pierde 1.ª Ronda                                                                      | Philadelphia 3, Washington 1                                                                             |
| 1985–86            | 39   | 43   | .476 | Pierde 1.ª Ronda                                                                      | Philadelphia 3, Washington 2                                                                             |
| 1986–87            | 42   | 40   | .512 | Pierde 1.ª Ronda                                                                      | Detroit 3, Washington 0                                                                                  |
| 1987–88            | 38   | 44   | .463 | Pierde 1.ª Ronda                                                                      | Detroit 3, Washington 2                                                                                  |
| 1988–89            | 40   | 42   | .488 |                                                                                       | |
| 1989–90            | 31   | 51   | .378 |                                                                                       | |
| 1990–91            | 30   | 52   | .366 |                                                                                       | |
| 1991–92            | 25   | 57   | .305 |                                                                                       | |
| 1992–93            | 22   | 60   | .268 |                                                                                       | |
| 1993–94            | 24   | 58   | .293 |                                                                                       | |
| 1994–95            | 21   | 61   | .256 |                                                                                       | |
| 1995–96            | 39   | 43   | .476 |                                                                                       | |
| 1996–97            | 44   | 38   | .537 | Pierde 1.ª Ronda                                                                      | Chicago 3, Washington 0                                                                                  |
| Washington Wizards |      |      |      |                                                                                       | |
| 1997–98            | 42   | 40   | .512 |                                                                                       | |
| 1998–99            | 18   | 32   | .360 |                                                                                       | |
| 1999–00            | 29   | 53   | .354 |                                                                                       | |
| 2000–01            | 19   | 63   | .233 |                                                                                       | |
| 2001–02            | 37   | 45   | .451 |                                                                                       | |
| 2002–03            | 37   | 45   | .451 |                                                                                       | |
| 2003–04            | 25   | 57   | .305 |                                                                                       | |
| 2004–05            | 45   | 37   | .549 | Gana 1.ª Ronda Pierde Semifinales Conferencia                                         | Washington 4, Chicago 2 Miami 4, Washington 0                                                            |
| 2005–06            | 42   | 40   | .512 | Pierde 1.ª Ronda                                                                      | Cleveland 4, Washington 2                                                                                |
| 2006-07            | 41   | 41   | .500 | Pierde 1.ª Ronda                                                                      | Cleveland 4, Washington 0                                                                                |
| 2007-08            | 43   | 39   | .524 | Pierde 1.ª Ronda                                                                      | Cleveland 4, Washington 2                                                                                |
| 2008-09            | 19   | 63   | .232 |                                                                                       | |
| 2009-10            | 26   | 56   | .317 |                                                                                       | |
| 2010-11            | 23   | 59   | .280 |                                                                                       | |
| 2011-12            | 20   | 46   | .303 |                                                                                       | |
| 2012-13            | 29   | 53   | .354 |                                                                                       | |
| 2013–14            | 44   | 38   | .537 | Gana 1.ª Ronda Pierde Semifinales Conferencia                                         | Washington 4, Chicago 1 Indiana 4, Washington 2                                                          |
| 2014-15            | 46   | 36   | .561 | Gana 1.ª Ronda Pierde Semifinales Conferencia                                         | Washington 4, Toronto 0 Atlanta 4, Washington 2                                                          |
| 2015-16            | 41   | 41   | .500 |                                                                                       | |
| 2016-17            | 49   | 33   | .598 | Gana 1.ª Ronda Pierde Semifinales Conferencia                                         | Washington 4, Atlanta 2 Boston 4, Washington 3                                                           |
| 2017-18            | 43   | 39   | .524 | Pierde 1.ª Ronda                                                                      | Toronto 4, Washington 2                                                                                  |
| 2018-19            | 32   | 50   | .390 |                                                                                       | |
| 2019-20            | 25   | 47   | .347 |                                                                                       | |
| 2020-21            | 34   | 38   | .472 | Pierde 1.ª Ronda                                                                      | Philadelphia 4, Washington 1                                                                             |
| 2021-22            | 35   | 47   | .427 |                                                                                       | |
| 2022-23            | 35   | 47   | .427 |                                                                                       | |
| 2023-24            | 15   | 67   | .183 |                                                                                       | |
| 2024-25            | 18   | 64   | .220 |                                                                                       | |
| Totales            | 2290 | 2879 | .443 |                                                                                       | |
| Playoffs           | 99   | 138  | .418 | 1 Campeonato                                                                          | 1 Campeonato                                                                                             |

## Jugadores notables

### Miembros delBasketball Hall of Fame
| Washington Wizards Hall of Famers | Washington Wizards Hall of Famers | Washington Wizards Hall of Famers | Washington Wizards Hall of Famers | Washington Wizards Hall of Famers |
| Jugadores                         | Jugadores                         | Jugadores                         | Jugadores                         | Jugadores                         |
| N.º                               | Nombre                            | Posición                          | Periodo                           | Iniciado                          |
| --------------------------------- | --------------------------------- | --------------------------------- | --------------------------------- | --------------------------------- |
| 41                                | Wes Unseld 1                      | P/AP                              | 1968–1981                         | 1988                              |
| 10 33                             | Earl Monroe                       | E                                 | 1967–1972                         | 1990                              |
| 11                                | Elvin Hayes                       | P/AP                              | 1972–1981                         | 1990                              |
| 21                                | Dave Bing                         | E                                 | 1975–1977                         | 1990                              |
| 8                                 | Walt Bellamy 2                    | P                                 | 1961–1963                         | 1993                              |
| 15                                | Bailey Howell                     | A/E                               | 1964–1966                         | 1997                              |
| 4                                 | Moses Malone                      | P/AP                              | 1986–1988                         | 2001                              |
| 23                                | Michael Jordan 3                  | A/E                               | 2001–2003                         | 2009                              |
| 25                                | Gus Johnson                       | A/P                               | 1963–1972                         | 2010                              |
| 50                                | Ralph Sampson                     | P/AP                              | 1991                              | 2012                              |
| 30                                | Bernard King                      | A                                 | 1987–1991                         | 2013                              |
| 2 23                              | Mitch Richmond                    | E                                 | 1998–2001                         | 2014                              |
| 24                                | Spencer Haywood                   | AP/P                              | 1981–1983                         | 2015                              |
| Entrenadores                      |                                   |                                   |                                   |                                   |
| Nombre                            | Nombre                            | Posición                          | Periodo                           | Iniciado                          |
| Bobby Leonard 4                   | Bobby Leonard 4                   | Entrenador                        | 1962–1964                         | 2014                              |
| Contribuyentes                    |                                   |                                   |                                   |                                   |
| Nombre                            | Nombre                            | Posición                          | Periodo                           | Iniciado                          |
| 44                                | Rod Thorn 5                       | B                                 | 1963–1964                         | 2018                              |

Notes:
- 1 También entrenó al equipo en el periodo 1987–1994.
- 2 En total, Bellamy ha sido iniciado en el Hall of Fame en dos ocasiones – como jugador y como miembro del equipo olímpico de 1960.
- 3 En total, Jordan ha sido iniciado en el Hall of Fame en dos ocasiones – como jugador y como miembro del equipo olímpico de 1992.
- 4 También jugó en el equipo en el periodo 1961–1963.
- 5 Thorn fue incluido como contribuyente.[52]

### Números retirados
| Números retirados por Washington Wizards |              |          |            |                         |
| N.º.                                     | Jugador      | Posición | Periodo    | Retirado                |
| 10                                       | Earl Monroe  | B        | 1967–19711 | 1 de diciembre de 2007  |
| 11                                       | Elvin Hayes  | A        | 1972–19812 |                         |
| 25                                       | Gus Johnson  | A        | 1963–19721 | 13 de diciembre de 1986 |
| 41                                       | Wes Unseld   | P3       | 1968–19814 | 1981                    |
| 45                                       | Phil Chenier | B5       | 1971–19796 | 23 de marzo de 2018     |

Notes:
- 1 Todas en Baltimore
- 2 1972–1973 en Baltimore
- 3 También ejerció como entrenador (1987–1994)
- 4 1968–1973 en Baltimore
- 5 También fue analista televisivo con Bullets/Wizards (1984–2017)
- 6 1971–1973 en Baltimore

## Gestión

### General Managers
| GM              | Periodo       |
| --------------- | ------------- |
| Harry Hannin    | 1961–1962     |
| Frank Lane      | 1962–1963     |
| Paul Hoffman    | 1963–1965     |
| Buddy Jeannette | 1965–1968     |
| Jerry Sachs     | 1968–1973     |
| Bob Ferry       | 1973–1990     |
| John Nash       | 1990–1996     |
| Wes Unseld      | 1996–2000     |
| Michael Jordan  | 2000–2001     |
| Wes Unseld      | 2001–2003     |
| Ernie Grunfeld  | 2003–2019     |
| Tommy Sheppard  | 2019–2023     |
| Will Dawkins    | 2023-presente |

## Premios
| MVP de la Temporada - Wes Unseld - 1969 MVP de las Finales - Wes Unseld - 1978 Rookie del Año - Walt Bellamy - 1962 - Terry Dischinger - 1963 - Earl Monroe - 1968 - Wes Unseld - 1969 Jugador Más Mejorado - Pervis Ellison - 1992 - Don McLean - 1994 - Gheorghe Mureşan - 1996 Mejor Entrenador del Año - Gene Shue - 1969, 1982 Ejecutivo del Año - Bob Ferry - 1979, 1982 NBA Community Assist Award - John Wall - 2016 | Mejor Quinteto de la Temporada - Earl Monroe - 1969 - Wes Unseld - 1969 - Elvin Hayes - 1975, 1977, 1979 Segundo Mejor Quinteto de la Temporada - Gus Johnson - 1965, 1966, 1970, 1971 - Archie Clark - 1972 - Elvin Hayes - 1973, 1974, 1976 - Phil Chenier - 1975 - Bob Dandridge - 1979 - Moses Malone - 1987 - Rod Strickland - 1998 - Gilbert Arenas - 2007 Tercer Mejor Quinteto de la Temporada - Bernard King - 1991 - Juwan Howard - 1996 - Gilbert Arenas - 2005, 2006 - John Wall - 2017 - Bradley Beal - 2021 Mejor Quinteto Defensivo - Gus Johnson - 1970, 1971 - Bob Dandridge - 1979 - Larry Hughes - 2005 Segundo Mejor Quinteto Defensivo - Mike Riordan - 1973 - Elvin Hayes - 1975 - Manute Bol - 1986 - John Wall - 2015 | Mejor Quinteto de Rookies - Terry Dischinger - 1963 - Rod Thorn - 1964 - Gus Johnson - 1964 - Wali Jones - 1965 - Jack Marin - 1967 - Earl Monroe - 1968 - Wes Unseld - 1969 - Mike Davis - 1970 - Phil Chenier - 1972 - Nick Weatherspoon - 1974 - Mitch Kupchak - 1977 - Jeff Ruland- 1982 - Jeff Malone - 1984 - Tom Gugliotta - 1993 - John Wall - 2011 - Bradley Beal - 2013 Segundo Mejor Quinteto de Rookies - Larry Stewart - 1992 - Juwan Howard - 1995 - Rasheed Wallace - 1996 - Courtney Alexander - 2001 - Jarvis Hayes - 2004 |